# 南特主教座堂
南特主教座堂（法語：Cathédrale de Nantes）或南特圣伯多禄圣保禄主教座堂（法語：Cathédrale Saint-Pierre-et-Saint-Paul de Nantes）是法国布列塔尼南特的一座哥特式天主教主教座堂。教堂于1434年开始在一座原罗马式教堂的位置上开始建造，耗时457年，最终于1891年竣工。南特主教座堂於1862年被法國文化部列入法國歷史遺蹟。

## 背景
主教座堂重建开始于15世纪初中期，当时南特和布列塔尼商业繁荣，发起这种大规模的大型建筑项目的部分原因是約翰五世的投机主义和高超的外交政策，当时正处于政治动荡和英格兰冲突时期。

## 历史
教堂于1434年4月14日由布列塔尼公爵约翰五世奠基。第一位建筑师为吉約美·德達馬丁，后来为馬蒂蘭·羅迪耶。施工从西立面、本堂的通道和侧面的小圣堂开始。
Leniaud等人将施工过程分成五个阶段。第一阶段为约1434年到约1470年。在这个阶段，西立面、塔楼、本堂的南通道和小圣堂，以及拱廊的柱子施工完成。柱子的底座类似于圣米歇尔山的唱诗班的柱子底座，在1444年之后开始建造。约翰六世于1442年逝世，他的武器被放置在阳台的楼梯上，位于塔楼的右侧。塔楼内钟楼的圆拱以Guillaume de Malestroit主教的武器。三拱式拱廊的风格与本堂相比为更早期的另一种风格。中间入口大门的铜装饰从1482年开始。 
第二阶段为约1470年到约1490年。在这个阶段，本堂、北立面和北面的小圣堂建造起来。它们于1485年底或稍晚时候完工。
第三阶段为约1500年到约1516年，西面巨大的窗户上的玻璃被安装上了，这是布列塔尼的安妮的礼物。本堂第一个弯的圆拱于1500年完成。从1508年到1516年本堂的南立面的西弯和小圣堂竣工。1519年到1520年十字型翼部的南部开始建造，西墙的上面部分基本完工。Guillaume Guegen主教提供财政支持，建筑师为Jacques Drouet。
第四阶段为中世纪后。时间跨度为约1626年到1630年。本堂的高拱廊完成，十字型翼部的南部在1631年到1637年也许更晚些时候完工，为典型的哥特式风格。 1650年，Louis Le Vau建议南特主教座堂的合唱团建成哥特风格。
十字型翼部的北部和唱经楼，在Felix Seheult的领导下，于1840年到1891年竣工，当时为天主教信仰复兴时期。中间长时间的停工是因为原来的教堂紧靠于城市的防护墙边上，必须拆除防护墙才能把合唱团完工，同時还要拆除原有的教堂。
第二次世界大戰期間，該教堂於1944年6月15日被盟軍的炸彈損壞。
1972年1月28日，南特主教座堂第一次失火。消防队员努力控制火势，但是木质框架损坏严重，这次事件导致了教堂内部重建。
2020年7月18日主教座堂再度發生火警。約100名消防員到場後將大火撲滅，教堂內一座將近400年的管風琴和19世紀的一幅羅馬畫作均被燒毀、彩繪花窗玻璃亦有受損。法國經濟財政部部長布魯諾·勒麥爾表示政府將出資協助修復該座古蹟。事发后，警方带走在教堂工作的一名39岁志愿者进行调查。该男子是卢旺达的难民，五年前来到法国。后来他被无罪释放。但是，此人后来被逮捕，承认纵火行为，最终被控纵火罪。他的律师告诉一家报纸，表示该男子对他的行为表示“后悔”。

## 建筑

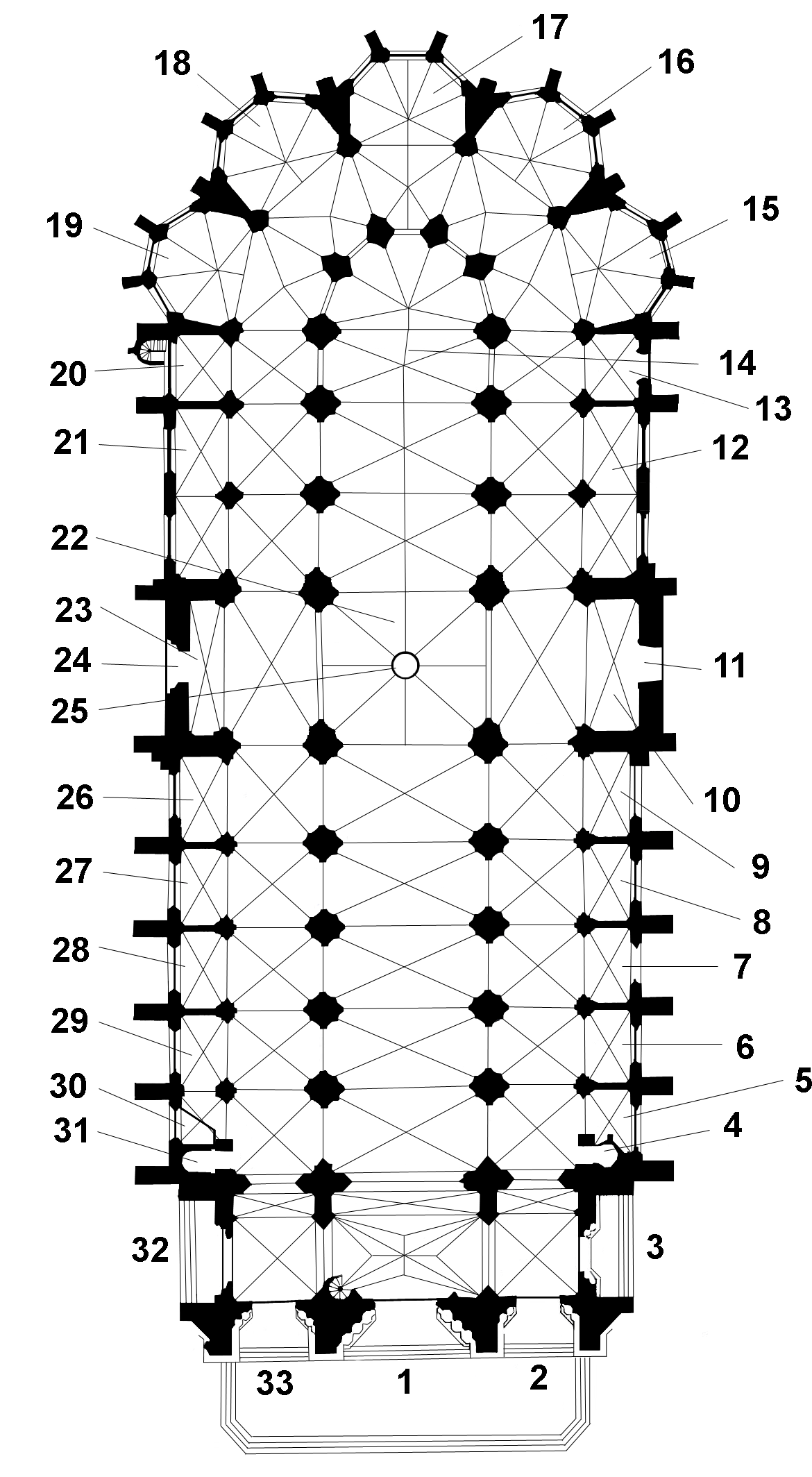
主教座堂平面图

### 数据
- 塔楼高度 - 63 m (192 ft)
- 屋顶高度 - 49 m (149 ft)
- 本堂高度 - 37.5 m (114 ft)
- 内部宽度 - 38.5 m (117 ft)
- 内部长度 - 103 m (335 ft)
- 祭坛长度 - 30 m (91 ft)

## 延伸阅读
- Cocke, T. H., (1990) Gothique Moderne: The Use of Gothic in Seventeenth Century France, In P. Crossley and E. Fernie, Medieval Architecture and its Intellectual Context. Studies in Honour of Peter Kidson. London and Ronceverte, 1990, 249-257.